# Leiophron foutsi
Leiophron foutsi är en stekelart som först beskrevs av Loan och Tim R. New 1972.  Leiophron foutsi ingår i släktet Leiophron och familjen bracksteklar. Inga underarter finns listade i Catalogue of Life.